# Canon Cultural Danés
El Canon Cultural Danés (Idioma danés: Kulturkanonen) consta de 108 obras culturales en ocho categorías: arquitectura, artes visuales, diseño y artesanía, cine, literatura, música, artes escénicas y cultura infantil. Una iniciativa de Brian Mikkelsen en 2004, fue desarrollada por una serie de comités bajo los auspicios del Ministerio de Cultura danés entre 2006-2007 como "una colección y presentación de las obras más importantes del patrimonio cultural de Dinamarca". Cada categoría contiene 12 obras, aunque la sección de música contiene 12 obras de música de clásica y 12 de música popular; y la sección de literatura es una antología de 24 obras.

## Arquitectura
Se pidió al comité de arquitectura que eligiera 12 obras que abarcan tanto edificios como jardines. Se decidió que las obras podrían estar en Dinamarca diseñadas por uno o más daneses o en el extranjero diseñado por arquitectos daneses. El comité consistió en: Lone Wiggers (presidente), Carsten Juel-Christiansen, Malene Hauxner, Lars Juel Thiis y Kent Martinussen.
| EDIFICIO                                 | LUGAR                          | AÑO                                                    | ARQUITECTO                                                     | IMAGEN                  |
| ---------------------------------------- | ------------------------------ | ------------------------------------------------------ | -------------------------------------------------------------- | ----------------------- |
| Iglesia de Hover                         | cerca de Ringkøbing, Jutlandia | Siglo XII                                              | Desconocido                                                    | Hover kirke             |
| Glorup Manor                             | cerca de Nyborg, Funen         | Siglo XII reconstruido 1742–1743 1762–1765 y 1773–1775 | Philip de Lange, Christian Joseph Zuber y Nicolas-Henri Jardin | Glorup herregård        |
| Frederiksstaden                          | Copenhague                     | 1749–1771                                              | Nicolai Eigtved                                                | Amalienborg             |
| Catedral de Nuestra Señora de Copenhague | Copenhague                     | 1811–1829                                              | C.F. Hansen                                                    | Vor Frue kirke          |
| Dyrehaven                                | Klampenborg, Zelandia          | 1846                                                   | Rudolph Rothe                                                  | Vesthus                 |
| Lægeforeningens boliger—Brumleby         | Østerbro, Copenhague           | 1854–1856                                              | Michael Gottlieb Bindesbøll y Vilhelm Klein                    | Lægeforeningens boliger |
| Mariebjerg Cemetery                      | Gentofte, Zelandia             | 1925–1935                                              | G.N. Brandt                                                    | Mariebjerg kirkegård    |
| Universidad de Aarhus                    | Århus                          | 1931                                                   | Kay Fisker, C.F. Møller, Povl Stegmann y C.Th. Sørensen        | Aarhus Universitet      |
| Ayuntamiento de Aarhus                   | Århus                          | 1937–1942                                              | Arne Jacobsen y Erik Møller                                    | Århus Rådhus            |
| Proyecto de los Dedos                    | Copenhague                     | 1947                                                   | Peter Bredsdorff                                               | Fingerplanen            |
| Ópera de Sídney                          | Sídney                         | 1957–1973                                              | Jørn Utzon                                                     | Sydney Opera House      |
| Puente del Gran Belt                     | Zelandia y Funen               | 1991–1998                                              | Dissing+Weitling                                               | Storebæltsbroen         |

## Artes visuales
El comité de artes plásticas decidió que sólo podían incluir obras de artistas que habían completado su obra. También decidieron que los miembros del comité podían seleccionar cada uno un trabajo que apreciaban especialmente. De esta manera, el comité seleccionó primero siete obras, después de las cuales cinco miembros seleccionaron una obra cada una. El comité estuvo compuesto por Hein Heinsen (presidente), Hans Edvard Nørregård-Nielsen, Bente Scavenius, Bjørn Nørgaard y Sophia Kalkau.
| OBRA                                                                                 | LUGAR                       | AÑO                | ARTISTA             | IMAGEN                                                                         |
| ------------------------------------------------------------------------------------ | --------------------------- | ------------------ | ------------------- | ------------------------------------------------------------------------------ |
| Carro solar de Trundholm                                                             | Museo Nacional de Dinamarca | c. 1300 BC         | Desconocido         | Sun chariot                                                                    |
| The Resurrection                                                                     | Undløse Church              | c. 1440            | Maestro de la Unión | Frescos en la iglesia de Undløse                                               |
| Bordesholm Altar                                                                     | Catedral de Schleswig       | Completado 1521    | Hans Brüggemann     | Bordesholm Altar                                                               |
| Frederik V on Horseback                                                              | Amalienborg                 | Completado en 1771 | Jacques Saly        | Statue of Frederik V                                                           |
| Jasón con el vellocino de oro                                                        | Museo Thorvaldsen           | Completado en 1828 | Bertel Thorvaldsen  | Jasón con el vellocino de oro                                                  |
| A View through Three of the North-Western Arches of the Third Storey of the Coliseum | Statens Museum for Kunst    | 1813–1816          | C.W. Eckersberg     | View through three of the northwesterly arches in the Colosseum's third storey |
| Autumn Morning on Lake Sortedam                                                      | Ny Carlsberg Glyptotek      | 1838               | Christen Købke      | Mañaa de otoño en el lago Sortedam                                             |
| Dust Motes Dancing in Sunbeams                                                       | Ordrupgaard                 | 1900               | Vilhelm Hammershøi  | Dust Motes Dancing in the Sunbeams                                             |
| Summer Day by Roskilde Fjord                                                         | Randers Kunstmuseum         | 1900               | L.A. Ring           | Día de verano en el fiordo Roskilde                                            |
| The Great Relief                                                                     | J.F. Willumsens Museum      | 1923–1928          | J.F. Willumsen      |                                                                                |
| Standing Woman                                                                       | Göteborgs konstmuseum       | 1937–1943          | Astrid Noack        |                                                                                |
| Stalingrado                                                                          | Museum Jorn, Silkeborg      | 1957–1972          | Asger Jorn          |                                                                                |

## Diseño y artesanía
El comité de diseño y artesanía decidió que la selección debe basarse en trabajos con una función útil que fueran relevantes en el momento en que fueron creados, manteniéndose reconocibles hoy en día. También deben caer en una perspectiva internacional. El comité estuvo compuesto por Merete Ahnfeldt-Mollerup (presidente), Erik Magnussen, Astrid Krogh, Ursula Munch-Petersen y Louise Campbell.
| OBRA                                            | AUTOR                                                         | AÑO                         | IMAGEN               |
| ----------------------------------------------- | ------------------------------------------------------------- | --------------------------- | -------------------- |
| Viking ship Skuldelev 2                         | Desconocido                                                   | c. 1042                     | Skuldelev 2          |
| Flora Danica (book) y Flora Danica (dinner set) | Georg Christian Oeder, Johann Christoph Bayer several artists | 1761–1883                   | Flora Danica         |
| Thorvald Bindesbøll: al trabajo de la vida      | Thorvald Bindesbøll: al trabajo de la vida                    | 1846–1908                   | Thorvald Bindesbøll  |
| Knud V. Engelhardt: al trabajo de la vida       | Knud V. Engelhardt: al trabajo de la vida                     | 1882–1931                   | Knud V. Engelhardt   |
| Marie Gudme Leth: al trabajo de la vida         | Marie Gudme Leth: al trabajo de la vida                       | 1895–1997                   |                      |
| Lámpara PH                                      | Poul Henningsen                                               | 1925– still being developed | PH lamp shade system |
| Tea service                                     | Gertrud Vasegaard                                             | 1956                        |                      |
| Gedser experimental wind turbine                | Johannes Juul                                                 | 1957                        |                      |
| Panton chair                                    | Verner Panton                                                 | 1960                        | Pantonstolen         |
| Polyurethane chair                              | Gunnar Aagaard Andersen                                       | 1964                        |                      |
| Kevi wheel                                      | Jørgen Rasmussen                                              | 1965                        | Kevi wheel castor    |
| Fiberline facade system                         | Fiberline Composites y Schmidt Hammer Lassen Architects       | 2006                        |                      |

## Cine
En su selección, el comité de cine se centró en películas que reflejan la vida danesa con actores daneses. La selección incluye, sin embargo, la película Sult ( Hambre ) que tiene lugar en Oslo y tiene actores suecos. El comité estuvo formado por Susanne Bier (presidenta), Vinca Wiedemann, Tivi Magnusson, Ole Michelsen y Jacob Neiiendam.
| FILME                  | AUTOR                                  | AÑO       | IMAGEN                       |
| ---------------------- | -------------------------------------- | --------- | ---------------------------- |
| Du skal ære din hustru | Carl Th. Dreyer                        | 1925      | Dreyer por Erling Mandelmann |
| Day of Wrath           | Carl Th. Dreyer                        | 1943      |                              |
| Ditte, Child of Man    | Bjarne Henning-Jensen                  | 1946      |                              |
| Jenny and the Soldier  | Johan Jacobsen                         | 1947      |                              |
| Hunger                 | Henning Carlsen                        | 1966      |                              |
| Benny's Bathtub        | Jannik Hastrup y Flemming Quist Møller | 1971      |                              |
| Matador                | Erik Balling                           | 1978–1982 |                              |
| Tree of Knowledge      | Nils Malmros                           | 1981      |                              |
| Babette's Feast        | Gabriel Axel                           | 1987      |                              |
| Pelle the Conqueror    | Bille August                           | 1987      | August                       |
| La celebración         | Thomas Vinterberg                      | 1998      | Vinterberg                   |
| The Idiots             | Lars von Trier                         | 1998      | Trier                        |

## Literatura
El comité para la literatura encontró importante seleccionar trabajos con una calidad que se había apreciado con el tiempo. También se consideró que las obras seleccionadas han hecho una contribución importante tanto a la literatura danesa como a la cultura danesa en el sentido más amplio. Reflejan un enfoque artístico original y audaz a las obras de valor. Son dignos de ser preservados para la posteridad, ya que sirven como puntos de referencia en un contexto global moderno. El comité estuvo compuesto por Finn Hauberg Mortensen (presidente), Erik A. Nielsen, Mette Winge, Claes Kastholm Hansen y Jens Christian Grøndahl.
| AUTOR                   | OBRA                                                                                              | AÑO                                  | IMAGEN                  |
| ----------------------- | ------------------------------------------------------------------------------------------------- | ------------------------------------ | ----------------------- |
| Leonora Christina       | Jammers Minde (literalmente Memorias de la miseria), traducido como Memorias de Leonora Christina | 1673–1674, publicado solo desde 1869 | Leonora                 |
| Steen Steensen Blicher  | The Rector of Veilbye                                                                             | 1829                                 | Blicher                 |
| Hans Christian Andersen | The Little Mermaid                                                                                | 1837                                 | Hans Christian Andersen |
| Søren Kierkegaard       | O lo uno o lo otro                                                                                | 1843                                 | Kierkegaard             |
| Jens Peter Jacobsen     | Fru Marie Grubbe                                                                                  | 1876                                 | J.P. Jacobsen           |
| Herman Bang             | Ved Vejen                                                                                         | 1886                                 | Bang                    |
| Henrik Pontoppidan      | Lucky Per                                                                                         | 1898–1904                            | Pontoppidan             |
| Johannes V. Jensen      | The Fall of the King                                                                              | 1900–1901                            | Jensen                  |
| Karen Blixen            | Winter's Tales                                                                                    | 1942                                 | Blixen                  |
| Klaus Rifbjerg          | Og andre historier (Y otras historias)                                                            | 1964                                 | Rifbjerg                |
| Inger Christensen       | Butterfly Valley                                                                                  | 1991                                 | Christensen             |

El punto 12 es una Antología de letras que consta de las siguientes 24 obras:
| AUTOR                 | OBRA                                                    | AÑO                  | IMAGEN         |
| --------------------- | ------------------------------------------------------- | -------------------- | -------------- |
| Anonymous folk song   | Ebbe Skammelsøn                                         |                      |                |
| Anonymous folk song   | Germand Gladensvend                                     |                      |                |
| Thomas Kingo          | Hver har sin Skæbne (Sorrig og Glæde...)                |                      | Kingo          |
| H. A. Brorson         | Den yndigste rose er funden                             | 1732                 | Brorson        |
| Johs. Ewald           | Til Siælen. En Ode                                      | 1780                 | Ewald          |
| Schack von Staffeldt  | Indvielsen                                              | 1804                 | Staffeldt      |
| Adam Oehlenschläger   | Hakon Jarls Død eller Christendommens Indførsel i Norge | 1803                 | Oehlenschläger |
| N. F. S. Grundtvig    | De Levendes Land                                        | First published 1883 | Grundtvig      |
| Christian Winther     | Rosa unica                                              | 1849                 | Winther        |
| Emil Aarestrup        | Paa Sneen                                               | 1838                 | Aarestrup      |
| Holger Drachmann      | Jeg hører i Natten den vuggende Lyd                     | 1877                 | Drachmann      |
| Sophus Claussen       | Ekbatana                                                | 1896                 | Claussen       |
| Jeppe Aakjær          | Aften                                                   | 1912                 | Aakjær         |
| Thøger Larsen         | Den danske Sommer                                       | 1914                 |                |
| Tom Kristensen        | Det er Knud, som er død                                 | 1936                 |                |
| Jens August Schade    | Læren om staten                                         | 1928                 | Schade         |
| Gustaf Munch-Petersen | det underste land                                       | 1933                 |                |
| Thorkild Bjørnvig     | Anubis                                                  | 1955                 |                |
| Ole Sarvig            | Regnmaaleren                                            | 1943                 |                |
| Morten Nielsen        | Øjeblik                                                 | 1945                 |                |
| Frank Jæger           | Sidenius i Esbjerg                                      | 1959                 |                |
| Ivan Malinowski       | Myggesang                                               | 1958                 |                |
| Per Højholt           | Personen på toppen                                      | 1985                 |                |
| Henrik Nordbrandt     | Violinbyggernes by                                      | 1985                 |                |

## Música
El comité para la música explicó que, teniendo en cuenta la amplia gama de música danesa, se centró en las obras individuales en lugar de obras de un compositor. Presentaron dos listas: una para lo que llamaron música de puntuación (clásica), la otra para música popular, aunque las dos deben considerarse como un todo. El comité consistió en Per Erik Veng (presidente), Jørgen I. Jensen, Torben Bille, Inger Sørensen y Henrik Marstal.

### Música clásica
| COMPOSITOR/AUTOR           | OBRA                                                                              | AÑO                 | IMAGEN    |
| -------------------------- | --------------------------------------------------------------------------------- | ------------------- | --------- |
| F.L.Æ. Kunzen              | Holger Danske                                                                     | 1789                | Kunzen    |
| C. E. F. Weyse             | Otte Morgensange y Syv Aftensange                                                 | 1837 and 1838       | Weyse     |
| H. C. Lumbye               | Three galops: Telegraph Galop, Champagne Galop and Copenhagen Steam Railway Galop | 1844, 1845 and 1847 | Lumbye    |
| Niels W. Gade              | Elverskud                                                                         | 1854                | Gade      |
| J. P. E. Hartmann          | Vølvens Spaadom                                                                   | 1872                | Hartmann  |
| Peter Heise                | Drot og marsk                                                                     | 1878                | Heise     |
| Carl Nielsen               | Maskarade                                                                         | 1906                | Nielsen   |
| Carl Nielsen               | Symphony N.º 4: The Inextinguishable                                              | 1916                |           |
| Rued Langgaard             | Antikrist                                                                         | 1923                | Langgaard |
| Per Nørgård                | Symphony N.º 3                                                                    | 1976                |           |
| Pelle Gudmundsen-Holmgreen | Symphony-Antiphony                                                                | 1978                |           |

El 12.º tema titulado Højskolesange ( Folk High School Songs) consta de las siguientes 12 canciones:
| COMPOSITOR/AUTOR                                                      | OBRA                                     | AÑO                                                | IMAGEN          |
| --------------------------------------------------------------------- | ---------------------------------------- | -------------------------------------------------- | --------------- |
| C. E. F. Weyse (1826), words: N. F. S. Grundtvig                      | Den signede dag med fryd vi ser          | 1826                                               |                 |
| Folk song, words rewritten by Svend Grundtvig                         | Det var en lørdag aften                  | 1849                                               | Svend Grundtvig |
| Folk song from the Mariager area                                      | En yndig og frydefuld sommertid          | Publicado en A.P. Berggreen Danske folkesange 1869 |                 |
| Music: Carl Nielsen, words: Ludvig Holstein                           | Vi sletternes sønner                     | Music 1906, words 1903                             |                 |
| Music: Carl Nielsen, words: Jeppe Aakjær                              | Jens Vejmand                             | Music 1907, words 1905                             |                 |
| Music: Thomas Laub, words: St.St. Blicher                             | «Det er hvidt herude»                    | Melodi 1914, tekst 1838                            |                 |
| Music: Oluf Ring, words: Thøger Larsen                                | Danmark, nu blunder den lyse nat         | Music 1922, words 1914                             |                 |
| Music: Poul Schierbeck, words: Hans Christian Andersen                | I Danmark er jeg født                    | Music 1926, words 1850                             |                 |
| Music: Thorvald Aagaard, words: Laurits Christian Nielsen             | Jeg ser de bøgelyse øer                  | Music 1931, words 1901                             |                 |
| Music: Otto Mortensen, words: Helge Rode                              | Du gav os de blomster, som lyste imod os | Music 1939, words 1921                             |                 |
| Music: Otto Mortensen, words: Alex Garff                              | Septembers himmel er så blå              | Music and words 1949                               |                 |
| Music: Peter Erasmus Lange-Müller/Shu-Bi-Dua, words: Holger Drachmann | Vi elsker vort land                      | Music 1887 and 1980, words 1885                    |                 |

### Música popular
| COMPOSITOR/AUTOR                  | OBRA | AÑO       | IMAGEN     |
| --------------------------------- | --- | --------- | ---------- |
| Kai Normann Andersen              | Una selección de doce canciones: Musens sang, Den allersidste dans, Pige træd varsomt, Å hvor jeg, ih, hvor jeg, uh hvor jeg vil, I dit korte liv, Man binder os på mund og hånd, Alle går rundt og forelsker sig, Gå ud og gå en tur, Glemmer du, Titte til hinanden, Drømmeland og Gå med i lunden | 1925–1959 |            |
| Dansk Guldalderjazz               | Dansk Guldalderjazz Vol. 1–4 | 1940–1949 |            |
| Savage Rose                       | The Savage Rose | 1968      |            |
| Kim Larsen                        | Værsgo | 1973      | Kim Larsen |
| Benny Andersen and Povl Dissing   | Svantes Viser | 1973      | Dissing    |
| Gasolin'                          | Live sådan | 1976      |            |
| Kliché                            | Supertanker | 1980      |            |
| C.V. Jørgensen                    | Tidens Tern | 1980      | Jørgensen  |
| Sebastian                         | Stjerne til støv | 1981      | Sebastian  |
| Palle Mikkelborg with Miles Davis | Aura | 1984/1985 |            |
| tv·2                              | Nærmest lykkelig | 1988      |            |

El 12.º artículo Evergreens es una antología compuesta por las siguientes obras:
| COMPOSITOR/AUTOR                           | OBRA                                                                           | AÑO                                                             | IMAGEN  |
| ------------------------------------------ | ------------------------------------------------------------------------------ | --------------------------------------------------------------- | ------- |
| Sven Gyldmark/Poeten                       | Solitudevej – canción por Elga Olga Svendsen.                                  | De Cirkusrevyen 1953                                            |         |
| Sven Gyldmark & Erik Leth                  | Er du dus med himlens fugle – canción por Poul Reichhardt.                     | Del filme Vagabonderne på Bakkegården 1958                      |         |
| Vidar Sandbeck & Peter Mynte – sencillo    | Heksedans (her kommer mutter med kost og spand) – canción por Raquel Rastenni. | 1960                                                            |         |
| Bjarne Hoyer & Ida From                    | To lys på et bord – canción por Otto Brandenburg                               | De Dansk Melodi Grand Prix, 1960                                |         |
| Otto Helge Francker & Sejr Volmer-Sørensen | Dansevise – grabada por Grethe Ingmann and Jørgen Ingmann.                     | Del Dansk Melodi Grand Prix, 1963                               |         |
| Bent Fabricius-Bjerre & Klaus Rifbjerg     | Duerne flyver – sung by Cæsar.                                                 | Del filme Jeg er sgu min egen, 1967                             |         |
| John Mogensen                              | Så længe jeg lever – canción por John Mogensen.                                | Sencillo de 1970, también en el álbum John Mogensen: John, 1973 |         |
| Anne Linnet                                | Smuk og dejlig – grabado por Shit & Chanel.                                    | Del álbum Shit & Chanel, 1975                                   | Linnet  |
| Peter A. G. Nielsen/Gnags                  | Under Bøgen – grabado por Gnags.                                               | Del álbum Er du hjemme i aften, 1977                            | Nielsen |
| Shu-bi-dua                                 | Danmark – grabado por Shu-bi-dua.                                              | De Shu-bi-dua 78'eren, 1978                                     |         |
| Frans Bak & Per Nielsen                    | Danse i måneskin – grabado por Trine Dyrholm & Moonlighters.                   | De Dansk Melodi Grand Prix, 1987                                |         |
| Lars Lilholt                               | Kald det kærlighed – grabado por Lars Lilholt Band.                            | De Lars Lilholt Band: Portland, 1986                            | Lilholt |

## Artes escénicas
El comité de artes escénicas explicó que su selección se basó en obras de creatividad únicas que representan algo nuevo para su tiempo y que a la vez siguen teniendo sentido. El comité consistió en Flemming Enevold (presidente), Karen-Maria Bille, Jokum Rohde, Sonja Richter y Erik Aschengreen.
| COMPOSITOR/AUTOR                                   | OBRA | AÑO                       | IMAGEN         |
| -------------------------------------------------- | --- | ------------------------- | -------------- |
| Ludvig Holberg                                     | Jeppe på Bjerget | 1722                      | Holberg        |
| Adam Oehlenschläger                                | Aladdin | 1805                      | Oehlenschläger |
| August Bournonville and Herman Severin Løvenskiold | La Sylphide | 1836                      | Bournonville   |
| Henri Nathansen                                    | Indenfor Murene (Inside the Walls) | 1912                      | Nathansen      |
| Kaj Munk                                           | Ordet (The Word) | 1932                      | Munk           |
| Kjeld Abell                                        | Anna Sophie Hedvig | 1939                      |                |
| Four revue numbers:                                | Man binder os på mund og hånd (Liva Weel, 1940), Skolekammerater (Kellerdirk, 1956), Brevet til Bulganin (Osvald Helmuth, 1957), Fingernummeret (Dirch Passer, 1974) | 1940, 1956, 1957 and 1974 |                |
| Harald Lander and Knudåge Riisager                 | Etudes | 1948                      |                |
| Flemming Flindt and Georges Delerue                | Enetime | 1963                      |                |
| Solvognen                                          | Julemandshæren | 1974                      |                |
| Sort Sol                                           | Sort Sol live, Carlton og Wurst | 1986–1987                 |                |
| Jess Ørnsbo                                        | Majonæse | 1988                      |                |

## Canon para niños
El comité se formó espontáneamente a medida que avanzaba el trabajo en las otras áreas. Por lo tanto, no es una selección independiente ya que se recibieron sugerencias de todas las otras áreas.
| COMPOSITOR/AUTOR                   | OBRA                        | AÑO      | IMAGEN      |
| ---------------------------------- | --------------------------- | -------- | ----------- |
| C.Th. Sørensen                     | Children's building site    | 1931     |             |
| Gunnar Nyborg-Jensen (ed.)         | De små synger               | 1948     |             |
| Astrid Henning-Jensen              | Palle alene i Verden (Film) | 1949     |             |
| Carl Barks                         | The Golden Helmet           | 1954     | Barks       |
| Nanna Ditzel                       | High chair                  | 1955     |             |
| Godtfred Kirk Christiansen         | Lego brick                  | 1958     | Lego bricks |
| Cecil Bødker                       | Silas og den sorte hoppe    | 1967     |             |
| Halfdan Rasmussen & Ib Spang Olsen | Halfdans ABC                | 1967     |             |
| Katrine Hauch-Fausbøll             | Kaj & Andrea                | 1971 ff. |             |
| Anne Linnet                        | Go' sønda' morn'            | 1980     | Linnet      |
| Søren Kragh-Jacobsen               | Gummi-Tarzan (Film)         | 1981     |             |
| Steen Koerner                      | Nøddeknækkeren              | 2003     |             |

## Impacto
Según informes de prensa, el canon ha tenido un impacto limitado y ha sido ineficaz en su objetivo declarado de fomentar la integración entre los daneses y las comunidades de inmigrantes. Berlingske señaló, sin embargo, que el canon seguirá siendo un hito como un gobierno no socialista se había atrevido a "simplemente decir que algunas obras son mejores que otras" y afirmar que "este país bien puede ser una sociedad moderna en un mundo globalizado, pero eso no significa que no tengamos mérito como nación o no tengamos derecho al orgullo nacional ". Erik A. Nielsen, miembro del comité de literatura del canon, no se sorprende de que la literatura canónica haya tenido un efecto tan limitado, ya que se enfrenta con un "tsunami de intereses culturales internacionalmente comerciales". Señala que la única razón por la que sus estudiantes se interesan por la cultura danesa es porque "tienen que rendir exámenes. Si son libres de elegir la cultura, prefieren películas, música rock y mucho más que es esencialmente Inglés o americano en origen.